# Полубояриново (Рязанская область)
Полубояриново — деревня в Старожиловском районе Рязанской области России. Входит в Мелекшинское сельское поселение

## География
Находится в западной части Рязанской области на расстоянии приблизительно 17 километров на юго-восток по прямой от районного центра поселка Старожилово.

## История
Известно с 1600 года как помещичье имение Кишкина-Полубояринова. В 1859 году здесь (тогда деревня Пронского уезда Рязанской губернии) было учтено 25 дворов, в 1897 году — 60.

## Население
Численность населения: 423 человека (1859 год), 402 (1897), 6 в 2002 году (русские 100 %), 1 в 2010.